# Szeged tömegközlekedése
Szeged tömegközlekedéséről az önkormányzati tulajdonú Szegedi Közlekedési Kft. és az állami tulajdonú MÁV Személyszállítási Zrt. gondoskodik. A szegedi tömegközlekedés villamosokra, trolibuszokra és autóbuszokra épül.
Szeged egyike a négy magyar városnak, amely villamosvonalat üzemeltet (a másik három: Budapest, Debrecen és Miskolc), illetve Szegeden kívül csak Budapesten és Debrecenben ülhetünk trolira.

## Történet

### Az 1879-es árvíz után

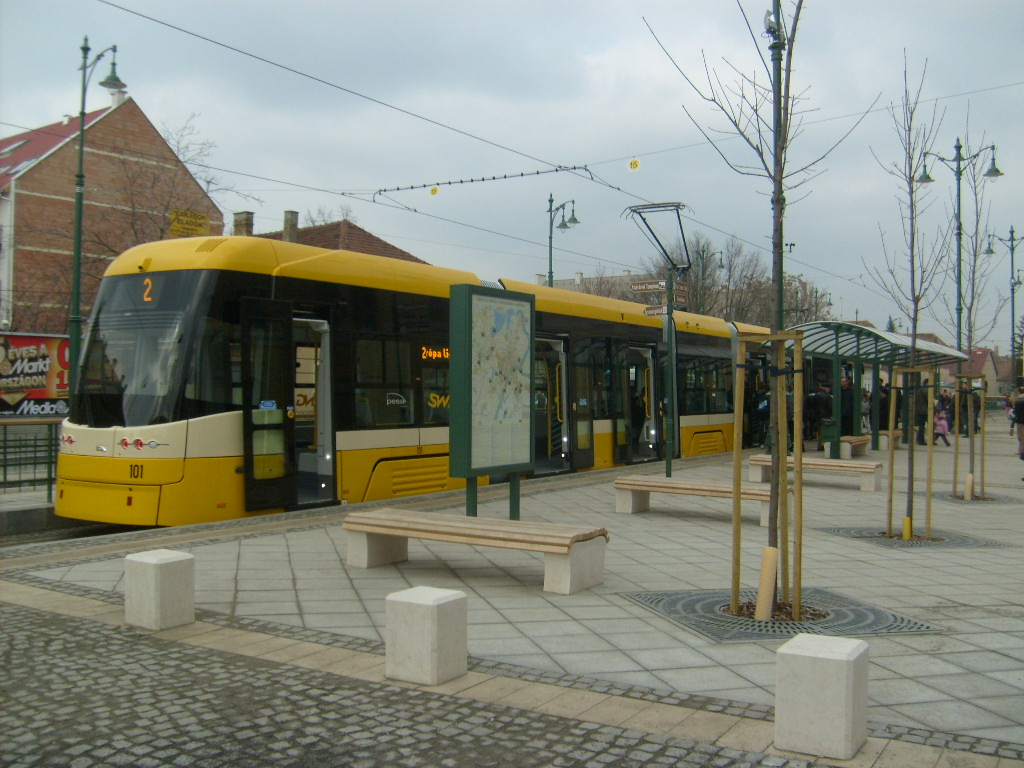
PESA 120Nb típusú villamos az Indóház téren

Az 1879-es szegedi nagy árvíz utáni újjáépítés után a növekvő városnak már nem felelt meg az omnibuszközlekedés, ezért 1884. július 1-jétől lóvasutat üzemeltetett a város. Az SZKT jogelődjét 1885-ben alapították Szegedi Közúti Vaspálya Részvénytársaság néven. 1885-ben az utasszám meghaladta a 300 000-et.
1908. október 1-jén indult útnak az első villamos; a menetdíj elég drágának számított. A villamosok ebben az időben a személyszállítás mellett teherszállítással is foglalkoztak. Az első világháború derékba törte a fejlődést, több villamosvonal megszűnt, két kocsit eladtak más városoknak. A forgalom csökkent.
A második világháború nem okozott nagyobb károkat a villamosvonali infrastruktúrában, a forgalom a harcok végeztével azonnal megindulhatott. A cég 1950. április 14-én felvette a Szegedi Villamos Vasút Vállalat nevet, 1955-től pedig Szegedi Közlekedési Vállalatnak hívták. Az 1950-es években Szegednek kiterjedt villamoshálózata volt, Kiskundorozsmára is villamos járt. Ebben az időben indult meg az autóbuszközlekedés. Az autóbuszoknak eleinte másodlagos szerepet szántak a villamos mellett, de egyre népszerűbb lett. 1963. január 1-jétől az autóbuszok üzemeltetése átkerült az AKÖ Tröszthöz, a szegedi részleg neve 10. AKÖV volt, 1971-től a társaság neve 10.Volán lett.

### A villamos háttérbe szorulása

Szeged villamosvonalai 1950-ben

A villamosvasút teherfuvarozó szerepe időközben egyre csökkent, majd 1971-ben teljesen megszűnt. Az 1970-es évek végére a villamoshálózat egy részét felszámolták. Megszűnt a dorozsmai, az újszegedi és a felső Tisza-parti vonalszakasz. A tarjáni vonalat azonban részben kétvágányúsították. 1979. április 29-én megindult a trolibuszközlekedés. Kezdetben kizárólag a szovjet gyártmányú ZiU–9 típusú kocsik közlekedtek, majd hamarosan megjelentek az Ikarus 280-as csuklós trolibuszok, ezeket azonban többféle elektromos berendezéssel szállították, így üzemeltetésük bizonytalan és költséges volt. Jelenleg mindkét járműtípusból csak egy-egy darab található Szegeden, azok is nosztalgiajárműként.
A járműpark cseréje 1996-ban kezdődött, először három, majd később további tíz darab Tatra T6A2 típusú villamos megvételével. 2005-ben az egykori NDK-ból használtan vásárolt Tatra KT4 típusú villamosokkal váltották le a régi FVV típusúak jelentős részét. 2006. július 1-jén adták át a forgalomnak a részben korszerűsített 4-es vonalat. Tarjánnál hurokforduló, Kecskésen deltavágány készült, így ezen a vonalon már közlekedhettek az egyirányú kocsik (Tatra T6A2, Tatra KT4) is.
Az 1990-es évek első felétől az SZKT 11 darab Škoda 14Tr (szóló) és 27 darab Škoda 15Tr (csuklós) magaspadlós trolibuszt szerzett be. Beszereztek még 4 db Škoda 21Tr (szóló) és 1 db Škoda 22Tr (csuklós) típusú alacsonypadlós trolibuszt is.
Az önkormányzati tulajdonú közlekedési cég korábbi vezetése sokak által vitatott módon saját járműépítésbe kezdett: egy használtan vásárolt alacsonypadlós Volvo elővárosi autóbuszt trolibusszá alakítottak át. A kísérlet sikerességét bizonyítja, hogy később további hat Mercedes-Benz Citaro autóbuszt alakítottak villamosüzeművé, illetve forgalomba állt néhány Skoda 21Ab-ból átépített trolibusz. Az SZKT-ARC Tr187/TV.EU típusú csuklós, alacsonypadlós trolibuszt is a városban készítették.

### Elektromos tömegközlekedési nagyprojekt

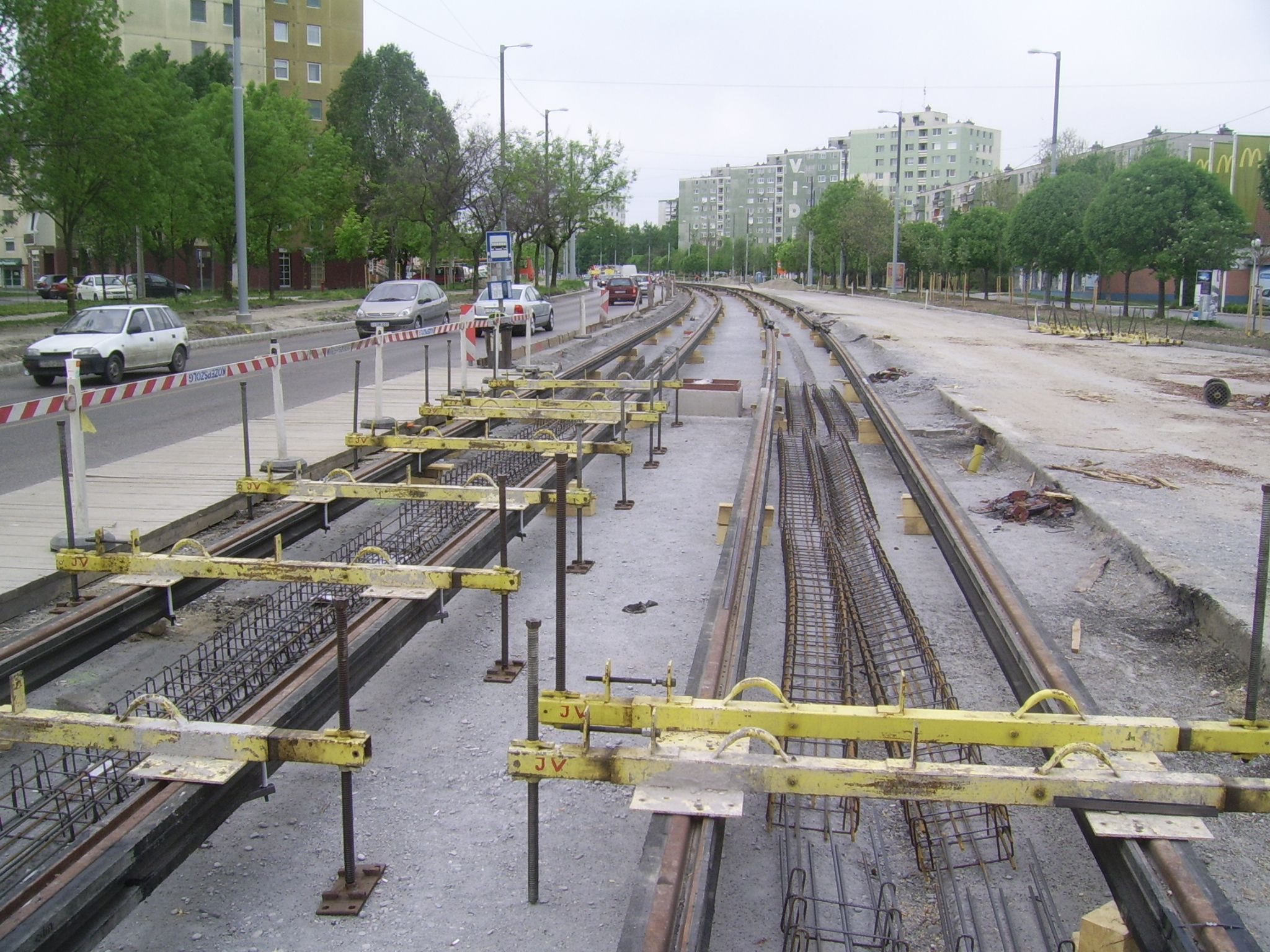
A 2-es villamos Rókusi körúti szakaszának építése 2011-ben

A 2008-ban indult projekt keretein belül az összes villamosvonal megújult. A régi csuklós villamosokat leállították, a vonalak végállomásait átalakították úgy, hogy az egyvezetőállásos járművek is meg tudjanak fordulni. Épült egy új villamospálya a Rókusi körúton, valamint meghosszabbodott a 8-as troli is, a 10-es buszt trolival váltották ki. 2011-ig a 3-as vonalon igen korszerűtlen és leromlott műszaki állapotú FVV csuklós villamosok jártak, azóta ezen a vonalon is Tatra T6A2H, illetve Tatra KT4D villamosok szállítják az utasokat.
2012-ben megindult a forgalom az új 2-es villamos vonalán, 9 darab szintén új, alacsonypadlós PESA 120Nb típusú villamossal.
A korszerűsítés során 107 megállóban helyeztek el utasinformatikai kijelzőket.

## Díjszabás
| Típus | Ár                                                              |
| Jegyárak (érvényes: villamos-, trolibusz- és autóbuszvonalakon) | Jegyárak (érvényes: villamos-, trolibusz- és autóbuszvonalakon) |
| --- | --------------------------------------------------------------- |
| Vonaljegy, elővételben váltott (bankkártyás automatából is) | 470,- Ft                                                        |
| A fedélzeti jegykiadó automatából, járművön váltott menetjegy, illetve elektronikus úton váltott menetjegy                                                                  | 550,- Ft                                                        |
| Járművezetőnél váltott vonaljegy, továbbá a különleges igényeket kielégítő, betűjelzéssel ellátott, helyi céljáratokon                                                      | 650,- Ft                                                        |
| 10 db-os gyűjtőjegy (bankkártyás automatából is) | 4 300,- Ft                                                      |
| 60 perces jegy elővételben váltott | 550,- Ft                                                        |
| 60 perces jegy fedélzeten vagy elektronikus úton váltott | 600,- Ft                                                        |
| 24 órás jegy - elővételben, vagy földi-fali jegykiadó automatából megváltva                                                                                                 | 1 450,- Ft                                                      |
| 24 órás jegy - jármű fedélzetén a fedélzeti jegykiadó automatából, vagy elektronikus úton megváltva                                                                         | 1 510,- Ft                                                      |
| 72 órás jegy elővételben, vagy földi-fali jegykiadó automatából megváltva                                                                                                   | 2 880,- Ft                                                      |
| 72 órás jegy - jármű fedélzetén a fedélzeti jegykiadó automatából, vagy elektronikus úton megváltva                                                                         | 2 940,- Ft                                                      |
| Körút napijegy automatából vagy elektronikus úton váltható | 720,- Ft                                                        |
| Közterületi fizető parkolási napijegyhez váltható kiegészítő Körút napijegy                                                                                                 | 480,- Ft                                                        |
| Kedvezményes csoportos tanuló 24 órás jegy | 720,- Ft                                                        |
| 5/30 napijegy | 5 355,- Ft                                                      |
| Bérletárak (érvényes: villamos-, trolibusz- és autóbuszvonalakon) |                                                                 |
| Egyheti bérlet (érvényes: a vásárláskor megjelölt 7 egymást követő napra)                                                                                                   | 3 600,- Ft                                                      |
| Kétheti bérlet (érvényes: a vásárláskor megjelölt 14 egymást követő napra)                                                                                                  | 5 800,- Ft                                                      |
| 30 napos bérlet (érvényes a bérleten feltüntetett naptári nap (az érvényesség első napja) 0.00 órától a következő hónap ugyanazon naptári napját megelőző nap 24.00 óráig.) | 9 600,- Ft                                                      |
| Általános havi bérlet | 9 600,- Ft                                                      |
| Tanuló, és Nyugdíjas havi bérlet | 5 800,- Ft                                                      |
| Kisgyermekes havi bérlet | 6 000,- Ft                                                      |
| Felmutatóra szóló havi bérlet (fénykép nélküli) | 27 500,- Ft                                                     |
| Szemeszter bérlet (tanuló 5 havi) | 29 000,- Ft                                                     |
| Negyedéves városi bérlet | 27 500,- Ft                                                     |
| Féléves városi bérlet | 54 000,- Ft                                                     |
| Éves városi bérlet | 105 500,- Ft                                                    |
| Országbérlet teljes árú + Szeged helyi közlekedés | 28 450,- Ft                                                     |
| Csongrád-Csanád Vármegyebérlet teljes árú + Szeged helyi közlekedés | 19 000,- Ft                                                     |
| Országbérlet kedvezményes + Szeged helyi közlekedés | 7 640,- Ft                                                      |
| Csongrád-Csanád Vármegyebérlet kedvezményes + Szeged helyi közlekedés | 6 695,- Ft                                                      |

Pótdíj

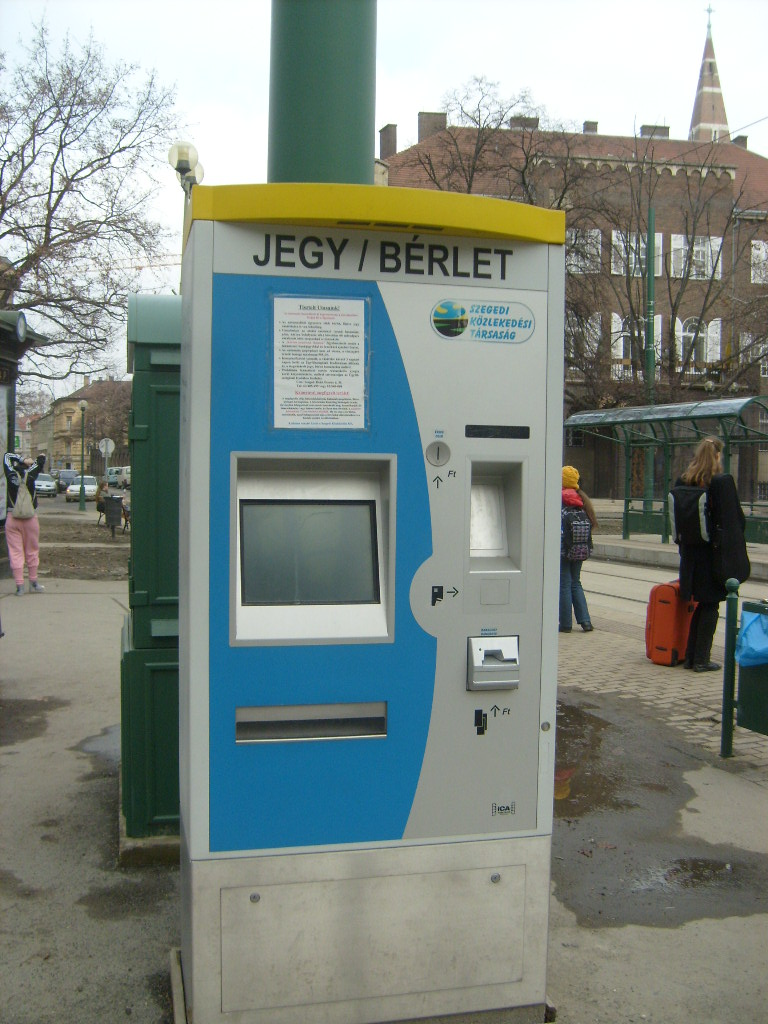
Jegy/bérlet automata az Aradi vértanúk terén

Aki jegy nélkül, érvénytelen jeggyel, bérlettel, utazási igazolvánnyal utazik, illetve valamilyen kedvezményt jogosulatlanul vesz igénybe, kutyát külön érvényes vonaljegy, vagy bérlet nélkül szállít, továbbá, aki csomagként, kézipoggyászként nem szállítható tárgyat visz be a járműbe, valamint ha az utas vagy az általa szállított kézipoggyász, vagy élő állat bepiszkítja a járművet, illetve az „Utazási Feltételek”- et egyéb tekintetben nem tartja be, az alábbi összegű pótdíjat köteles fizetni:
| Típus                                                   | Ár          |
| Pótdíj                                                  | Pótdíj      |
| ------------------------------------------------------- | ----------- |
| Helyszínen és 8 munkanapon belül történő fizetés esetén | 9 600,- Ft  |
| 30 napon belül történő kiegyenlítés esetén              | 16 000,- Ft |
| 30 napon túli kiegyenlítés esetén                       | 35 000,- Ft |
| Bérletbemutatási díj                                    | 1300,- Ft   |

Amennyiben az utas - az ellenőrzés időpontja előtt vásárolt- érvényes bérlettel rendelkezik, vagy kedvezményes utazásra jogosult, de a bérletet az ellenőrzésnél felmutatni, illetve a kedvezményes utazási jogosultságot igazolni nem tudja, vagy kitöltetlen, illetve ceruzával kitöltött bérlettel utazik, úgy az ellenőrzést követő naptól számított 3 munkanapon belül, az ellenőrzéssel megbízott Szegedi Környezetgazdálkodási Nonprofit Kft. irodájában (Szeged, Kossuth. Lajos sgt. 50.) történő bérletbemutatás, vagy jogosultság igazolás esetén 900,-Ft. bérletbemutatási, illetve jogosultság igazolási pótdíjat köteles fizetni, mely összeg kiegyenlítésével mentesül a fenti, magasabb összegű pótdíj megfizetési kötelezettsége alól.

## Viszonylatok
Szeged villamos üzemű tömegközlekedését a Szegedi Közlekedési Társaság (SZKT) végzi. Az SZKT rendszeresen 5 villamos- és 7 trolibuszvonalat üzemeltet. Az autóbusz üzemű tömegközlekedését a Volánbusz Zrt. végzi. A cég 36 rendszeres autóbuszjáratot üzemeltet. A városban 1955 óta van autóbuszközlekedés.

### Villamos és trolibusz

Volvo 7700 a 21Y járaton

#### Rendszeres járatok
| Járatszám | Üzem                             | Végállomások | Menetidő | Menetidő |
| Járatszám | Üzem                             | Végállomások | Oda      | Vissza   |
| --------- | -------------------------------- | ------------ | -------- | -------- |
| 2         | Európa liget – Szeged pályaudvar | 19 perc      | 18 perc  |          |
| 3         | Tarján – Vadaspark               | 18 perc      | 16 perc  |          |
| 3F        | Tarján – Fonógyári út            | 25 perc      | 22 perc  |          |
| 4         | Tarján – Kecskés                 | 19 perc      | 18 perc  |          |

| Járatszám | Üzem      | Végállomások                             | Menetidő | Menetidő | Megjegyzés |
| Járatszám | Üzem      | Végállomások                             | Oda      | Vissza   | Megjegyzés |
| --------- | --------- | ---------------------------------------- | -------- | -------- | ---------- |
| 5         | trolibusz | Körtöltés utca – Újszeged, Gyermekkórház | 14 perc  | 14 perc  |            |
| 6         | trolibusz | Vértói út - Gyermekkórház                | 17 perc  | 16 perc  |            |
| 8         | trolibusz | Makkosház – Klinikák                     | 13 perc  | 13 perc  |            |
| 9         | trolibusz | Bakay Nándor utca – Lugas utca           | 18 perc  | 19 perc  |            |
| 10        | trolibusz | Tarján, Víztorony tér – Klinikák         | 14 perc  | 13 perc  |            |
| 19        | trolibusz | Makkosház - Tarján, Víztorony tér        | 21 perc  | 20 perc  |            |

#### Időszakos járatok
| Járatszám | Üzem      | Végállomások                     | Menetidő | Menetidő | Megjegyzés       |
| Járatszám | Üzem      | Végállomások                     | Oda      | Vissza   | Megjegyzés       |
| --------- | --------- | -------------------------------- | -------- | -------- | ---------------- |
| 2K        | villamos  | Európa liget – Szeged pályaudvar |          |          | Karácsonyi járat |
| 19K       | trolibusz | Széchenyi tér – Makkosház        |          |          | Karácsonyi járat |

#### Sűritőjáratok

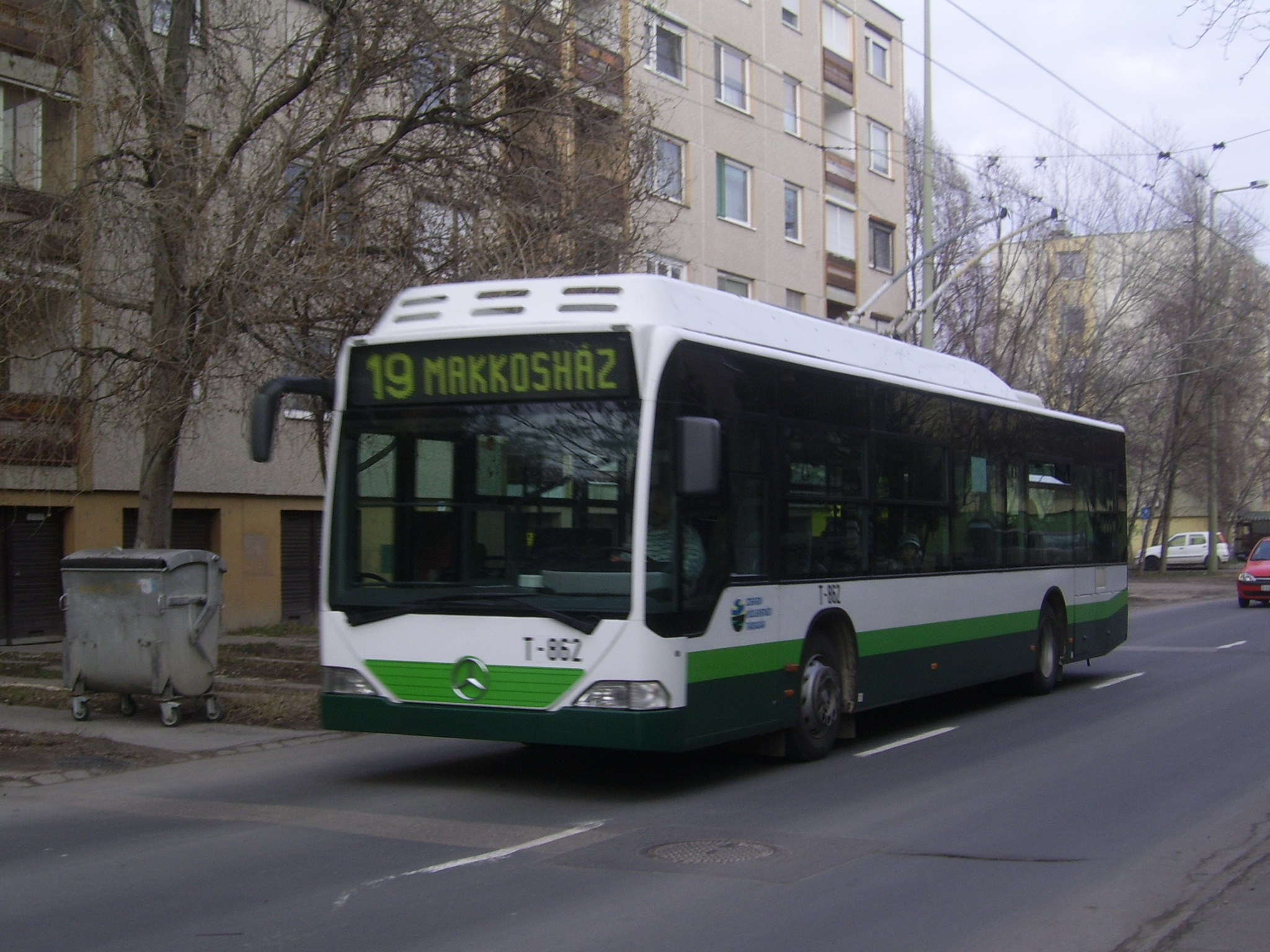
Trolibusz a 19-es vonalon Makkosházán

| Járatszám | Üzem      | Végállomások                                   | Menetidő | Menetidő | Megjegyzés    |
| Járatszám | Üzem      | Végállomások                                   | Oda      | Vissza   | Megjegyzés    |
| --------- | --------- | ---------------------------------------------- | -------- | -------- | ------------- |
| 1S        | villamos  | Szeged Plaza – Szeged pályaudvar               | 18 perc  | 18 perc  | Sűrítőjáratok |
| 19S       | trolibusz | Mars tér (Attila utca) – Tarján, Víztorony tér | 16 perc  | 14 perc  | Sűrítőjáratok |

### Autóbusz

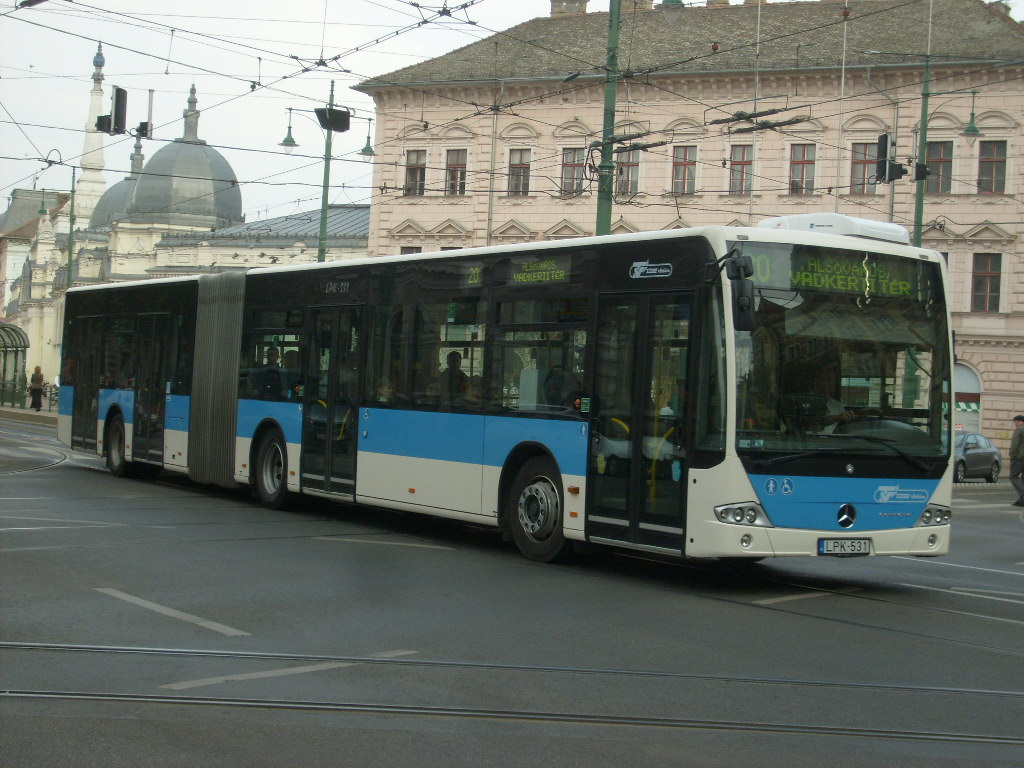
Mercedes-Benz Conecto G típusú autóbusz az Anna-forrásnál, a 20-as járaton

#### Rendszeres járatok
| Járatszám | Végállomások                                                                                                 | Menetidő          | Menetidő              | Megjegyzés     |
| Járatszám | Végállomások                                                                                                 | Oda               | Vissza                | Megjegyzés     |
| --------- | --- | ----------------- | --------------------- | -------------- |
| 7F        | Mars tér (üzletsor) – Kiskundorozsma, Fürdő                                                                  | 22 perc           | 22 perc               |                |
| 20        | Petőfitelep, Fő tér – Vadkerti tér, buszforduló                                                              | 28 perc           | 28 perc               |                |
| 21        | Szeged vasútállomás – Új-Petőfitelep                                                                         | 24 perc           | 24 perc               |                |
| 24        | Petőfitelep, Fő tér – Holt-Tisza                                                                             | 24 perc           | 25 perc               |                |
| 32        | Honvéd tér – Újszeged, víztorony                                                                             | 12 perc           | 13 perc               |                |
| 36        | Honvéd tér – Kiskundorozsma, Czékus utca                                                                     | 33 v. 29 perc     | 32 v. 28 perc         |                |
| 60        | Mars tér (Szent Rókus tér) – Szőreg, malom                                                                   | 23 perc           | 23 perc               |                |
| 60Y       | Mars tér (Szent Rókus tér) – Szőreg, malom                                                                   | 24 perc           | 24 perc               |                |
| 64        | Mars tér (üzletsor) – Repülőtér Mars tér (üzletsor) – Krematórium Mars tér (üzletsor) – Kereskedő köz (EXPO) | 15, 13 v. 14 perc | 14 v. 13 perc         |                |
| 64        | Mars tér (üzletsor) – Repülőtér Mars tér (üzletsor) – Krematórium Mars tér (üzletsor) – Kereskedő köz (EXPO) | 12 perc           | 11 v. 14 perc         |                |
| 64        | Mars tér (üzletsor) – Repülőtér Mars tér (üzletsor) – Krematórium Mars tér (üzletsor) – Kereskedő köz (EXPO) | 10 perc           | 9 perc                |                |
| 67        | Kiskundorozsma, Fürdő – Szőreg, malom                                                                        | 44 perc           | 45 perc               |                |
| 67Y       | Kiskundorozsma, Fürdő – Szőreg, malom                                                                        | 45 perc           | 46 perc               |                |
| 70        | Mars tér (Szent Rókus tér) – Füvészkert                                                                      | 13 perc           | 11 perc               |                |
| 71        | Szegedi Ipari Logisztikai Központ – Katalin utca                                                             | 37 v. 34 perc     | 38 v. 39 perc         |                |
| 71A       | Mars tér (Mikszáth utca) – Katalin utca                                                                      | 19 perc           | 19 perc               |                |

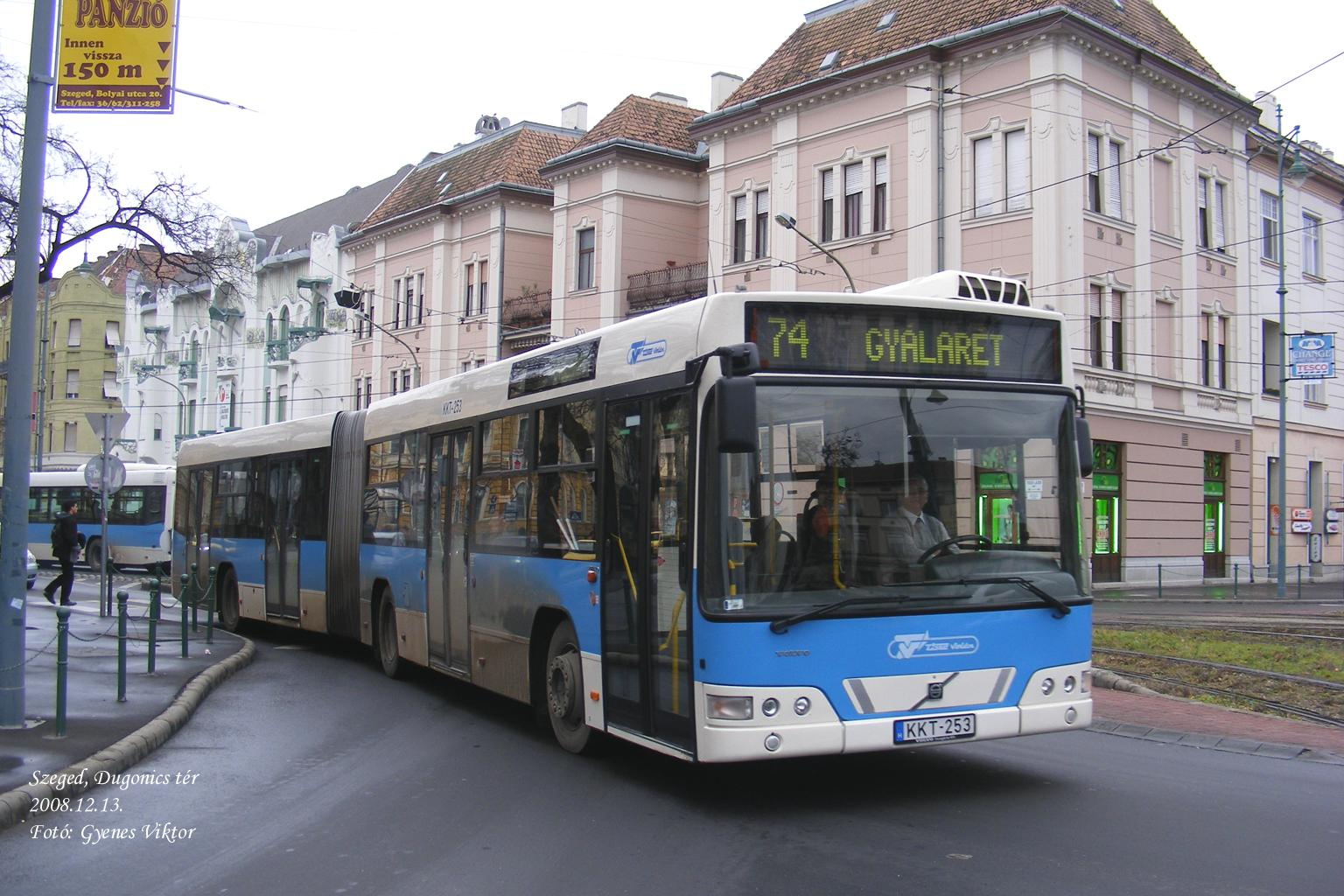

| 72        | Szegedi Ipari Logisztikai Központ – Erdélyi tér                                                              | 37 v. 34 perc     | 36, 37, 38 v. 39 perc |                |
| 72A       | ELI lézeres kutatóközpont – Erdélyi tér Mars tér (Mikszáth utca) – Erdélyi tér                               | 29 perc           | 29 perc               |                |
| 72A       | ELI lézeres kutatóközpont – Erdélyi tér Mars tér (Mikszáth utca) – Erdélyi tér                               | 19 perc           | 18 perc               |                |
| 73        | Mars tér (autóbusz-állomás) – Tápé, Csatár utca                                                              | 17 perc           | 17 perc               |                |
| 73Y       | Mars tér (autóbusz-állomás) – Tápé, Csatár utca                                                              | 18 perc           | 18 perc               |                |
| 74        | Tápé, Csatár utca – Gyálarét                                                                                 | 36 v. 40 perc     | 36 v. 42 perc         |                |
| 74A       | Mars tér (Mikszáth utca) – Gyálarét                                                                          | 20 v. 23 perc     | 19 v. 23 perc         |                |
| 74Y       | Tápé, Csatár utca – Gyálarét                                                                                 | 39 v. 45 perc     | 39 v. 43 perc         |                |
| 75        | Mars tér (üzletsor) – Kiskundorozsma, Czékus utca                                                            | 25 v. 27 perc     | 25 v. 28 perc         |                |
| 76        | Mars tér (Mikszáth utca) – Szentmihály                                                                       | 27 perc           | 26 perc               |                |
| 76Y       | Mars tér (Mikszáth utca) – Szentmihály                                                                       | 20 perc           | 19 perc               |                |
| 77        | Szeged vasútállomás – Baktó, Völgyérhát utca                                                                 | 26 perc           | 26 perc               |                |
| 77        | Szeged vasútállomás – Baktó, Völgyérhát utca                                                                 | 18 perc           | –                     |                |
| 77A       | Mars tér (autóbusz-állomás) – Baktó, Völgyérhát utca                                                         | 16 perc           | 16 perc               |                |
| 77Y       | Mars tér (autóbusz-állomás) – Baktó, Völgyérhát utca                                                         | 18 perc           | 18 perc               |                |
| 78        | Mars tér (üzletsor) – Béketelep, MEDIKÉMIA – Mars tér (üzletsor) [körjárat]                                  | 26 v. 24 perc     | –                     |                |
| 78A       | Mars tér (üzletsor) – Béketelep, MEDIKÉMIA – Mars tér (üzletsor) [körjárat]                                  | 26 perc           | –                     |                |
| 79H       | Mars tér (autóbusz-állomás) – Fehértói halgazdaság                                                           | 20 perc           | 17 perc               |                |
| 84        | Újszeged, Gabonakutató – Makkosház                                                                           | 17 perc           | 18 perc               |                |
| 90        | Újszeged, Gabonakutató – Szeged vasútállomás                                                                 | 37 perc           | 39 perc               |                |
| 90F       | Petőfitelep, Fő tér – Vadaspark (Textilgyári út)                                                             | 27 perc           | 27 perc               |                |
| 90H       | Lugas utca – Szegedi Ipari Logisztikai Központ                                                               | 26 perc           | 25 perc               |                |
| 91E       | Széchenyi tér (Kelemen utca) – Újszeged - Szőreg – Széchenyi tér (Kelemen utca)                              | 48 perc           | –                     | Éjszakai járat |
| 91E       | Széchenyi tér (Kelemen utca) – Újszeged - Szőreg – Széchenyi tér (Kelemen utca)                              | 46 perc           | –                     | Éjszakai járat |
| 92E       | Széchenyi tér (Kelemen utca) – Petőfitelep – Tarján, Víztorony tér                                           | 32 perc           | –                     | Éjszakai járat |
| 92E       | Széchenyi tér (Kelemen utca) – Petőfitelep – Tarján, Víztorony tér                                           | 28 perc           | –                     | Éjszakai járat |
| 93E       | Széchenyi tér (Kelemen utca) – Rókus – Kiskundorozsma, Czékus utca                                           | 49 perc           | –                     | Éjszakai járat |
| 93E       | Széchenyi tér (Kelemen utca) – Rókus – Kiskundorozsma, Czékus utca                                           | 30 perc           | –                     | Éjszakai járat |
| 94E       | Széchenyi tér (Kelemen utca) – Alsóváros – Kecskés telep, Bódi Vera utca                                     | 23 perc           | –                     | Éjszakai járat |
| 94E       | Széchenyi tér (Kelemen utca) – Alsóváros – Kecskés telep, Bódi Vera utca                                     | 14 perc           | –                     | Éjszakai járat |

#### Időszakos járatok
| Járatszám | Végállomások                                                                          | Menetidő | Menetidő | Megjegyzés                        |
| Járatszám | Végállomások                                                                          | Oda      | Vissza   | Megjegyzés                        |
| --------- | ------------------------------------------------------------------------------------- | -------- | -------- | --------------------------------- |
| 12        | Tarján, Víztorony tér – Belvárosi temető – Tarján, Víztorony tér [kétirányú körjárat] |          |          | Temetői járat                     |
| Shuttle1  | Tarján, Víztorony tér – Szegedi Olimpiai Központ                                      | 32 perc  | 33 perc  | A járatok igénybevétele díjmentes |
| 72K       | Mars tér (Szent Rókus tér) – Erdélyi tér                                              | 23 perc  | 23 perc  | Karácsonyi járat                  |
| 72K       | Mars tér (Szent Rókus tér) – Erdélyi tér                                              | 2 perc   | 3 perc   | Karácsonyi járat                  |
| 72K       | Mars tér (Szent Rókus tér) – Erdélyi tér                                              | 22 perc  | –        | Karácsonyi járat                  |
| 73K       | Széchenyi tér (Kelemen utca) – Tápé, Csatár utca                                      | 20 perc  | 20 perc  | Karácsonyi járat                  |
| 74K       | Széchenyi tér (Kelemen utca) – Kecskés telep, Bódi Vera utca                          | 28 perc  | 25 perc  | Karácsonyi járat                  |
| 74K       | Széchenyi tér (Kelemen utca) – Kecskés telep, Bódi Vera utca                          | 6 perc   | 6 perc   | Karácsonyi járat                  |
| 77K       | Széchenyi tér (Kelemen utca) – Baktó, Völgyérhát utca                                 | 16 perc  | 17 perc  | Karácsonyi járat                  |

## Járműállomány

### A Szegedi Közlekedési Kft. járműállománya

#### Villamosok
| Típus           | Darabszám | Darabszám | Pályaszám(ok) | Pályaszám(ok) | Gyártási év      | Szegeden közlekedik |
| Típus           | Eredeti   | Jelenlegi | Eredeti       | Jelenlegi     | Gyártási év      | Szegeden közlekedik |
| --------------- | --------- | --------- | ------------- | ------------- | ---------------- | ------------------- |
| ČKD Tatra T6A2H | 13 db     | 13 db     | 900–912       | 900–912       | 1997–1998        | 1997 óta            |
| ČKD Tatra B6A2D | 4 db      | 4 db      | 950–953       | 950–953       | 1989             | 2007 óta            |
| ČKD Tatra KT4D  | 18 db     | 18 db     | 200–217       | 200–217       | 1982, 1985, 1990 | 2005 óta            |
| Pesa 120Nb      | 9 db      | 9 db      | 100–108       | 100–108       | 2011–2012        | 2012 óta            |

### Trolibuszok
| Típus                                | Darabszám | Darabszám | Pályaszám(ok)                           | Pályaszám(ok)                                       | Gyártási év                      | Szegeden közlekedik |
| Típus                                | Eredeti   | Jelenlegi | Eredeti                                 | Jelenlegi                                           | Gyártási év                      | Szegeden közlekedik |
| ------------------------------------ | --------- | --------- | --------------------------------------- | --------------------------------------------------- | -------------------------------- | ------------------- |
| Škoda 14Tr                           | 10 db     | 1 db      | T-700–T-708, T-750                      | T-706                                               | 1987                             | 1994 óta            |
| Škoda 15Tr                           | 27 db     | 20 db     | T-600–T-626                             | T-600–T-612, T-616, T-619–T-621, T-623–T-624, T-626 | 1988, 1990–1993                  | 1993 óta            |
| Škoda 21Tr                           | 10 db     | 6 db      | T-800–T-803, T-810–T-815                | T-800, T-810–T-812, T-814-T-815                     | 1997–1998                        | 2001 óta            |
| ZiU-9                                | 50 db     | 1 db      | 9-111–9-157, 810, 844, 852              | 9-153 (nosztalgiajármű)                             | 1976, 1979, 1981–1983, 1985–1986 | 1979 óta            |
| Ikarus 280T                          | 12 db     | 1 db      | T4-281, T6-281, T6-282, T7-281, 500–507 | 505 (nosztalgiajármű)                               | 1977, 1980, 1989, 1991, 1993     | 1984 óta            |
| Mercedes-Benz Citaro O530 Tr12/TV.EU | 6 db      | 1 db      | T-860–T-865                             | T-863                                               | 1999                             | 2007 óta            |
| SZKT-ARC Tr187/TV.EU                 | 1 db      | 1 db      | T-660                                   | T-660                                               | 2009                             | 2010 óta            |
| Ikarus-Škoda Tr187.2                 | 13 db     | 13 db     | T-450–T-462                             | T-450–T-462                                         | 2013–2014                        | 2013 óta            |
| Solaris Trollino III 12 AC           | 5 db      | 5 db      | T-870–T-874                             | T-870–T-874                                         | 2004, 2005, 2006                 | 2019 óta            |
| Solaris Trollino 12 II               | 2 db      | 2 db      | T-875–T-876                             | T-875–T-876                                         | 2004–2005                        | 2023 óta            |
| SOR TNS 12                           | 4 db      | 4 db      | T-400–T-403                             | T-400–T-403                                         | 2024                             | 2024 óta            |

### Autóbuszok
| Típus                  | Darabszám | Darabszám | Pályaszám(ok)                                                                   | Pályaszám(ok)                      | Gyártási év                  | Szegeden közlekedik |
| Típus                  | Eredeti   | Jelenlegi | Eredeti                                                                         | Jelenlegi                          | Gyártási év                  | Szegeden közlekedik |
| ---------------------- | --------- | --------- | ------------------------------------------------------------------------------- | ---------------------------------- | ---------------------------- | ------------------- |
| Mercedes-Benz Citaro   | 9 db      | 4 db      | FKN-342, FKT-894, FKT-895, FKT-896, KMS-390, LNZ-668, PXW-029, RPX-956, RUC-644 | LNZ-668, PXW-029, RPX-956, RUC-644 | 1999, 2003, 2005, 2006, 2007 | 2005 óta            |
| Mercedes-Benz Citaro G | 4 db      | 4 db      | PXW-028, PXW-030, TFG-491, TFG-492                                              | PXW-028, PXW-030, TFG-491, TFG-492 | 2004, 2009                   | 2018 óta            |
| Mercedes-Benz Citaro L | 1 db      | 1 db      | LHF-798                                                                         | LHF-798                            | 2004                         | 2008 óta            |
| Volvo 7700A (bérelt)   | 4 db      | 3 db      | FJX-190, FJX-198, FJX-200 és FJX-228                                            | FJX-190, FJX-198 és FJX-200        |                              |                     |

### A Volánbusz Zrt. járműállománya

#### Autóbuszok
| Típus                    | Darabszám | Darabszám | Rendszám                 | Rendszám                 | Gyártási év | Szegeden közlekedik |
| Típus                    | Eredeti   | Jelenlegi | Eredeti                  | Jelenlegi                | Gyártási év | Szegeden közlekedik |
| ------------------------ | --------- | --------- | ------------------------ | ------------------------ | ----------- | ------------------- |
| Volvo 7700A              | 8 db      | 2 db      | KKT-251–258              | KKT-251, KKT-253         | 2006        | 2006 óta            |
| Mercedes-Benz Citaro CNG | 6 db      | 6 db      | KDJ-355–358, KFA-292-293 | KDJ-355–358, KFA-292-293 | 2005        | 2005 óta            |
| Mercedes-Benz Conecto G  | 15 db     | 15 db     | LIF-759–765, LPK-531–538 | LIF-759–765, LPK-531–538 | 2008–2009   | 2008 óta            |
| Mercedes-Benz Conecto2   | 24 db     | 20 db     | RIR-334–357              | RIR-338-357              | 2019        | 2019 óta            |
| Scania Citywide 12.0 LF  | 19 db     | 18 db     | NKG-731–749              | NKG-731-748              | 2015        | 2016 óta            |
| MAN Lion's City 12C      | 10 db     | 10 db     | AA GL-325-334            | AA GL-325-334            | 2022        | 2023 óta            |
| BYD K9UD                 | 8 db      | 8 db      | AA KZ-191-198            | AA KZ-191-198            | 2023        | 2023 óta            |